# Michel Pascal (chanteur)
 (décembre 2011).
Si vous disposez d'ouvrages ou d'articles de référence ou si vous connaissez des sites web de qualité traitant du thème abordé ici, merci de compléter l'article en donnant les références utiles à sa vérifiabilité et en les liant à la section « Notes et références ».
Pour les articles homonymes, voir Michel Pascal.
Michel Pascal, né à Montréal le 16 janvier 1951 et mort le 17 décembre 2019, est un chanteur et acteur canadien.
Il s'est notamment illustré dans les comédies musicales Starmania, Les Misérables et Notre-Dame de Paris.

## Discographie
- 1971 : Album Un Soir
- 1979 : Album de la comédie musicale Laissez venir le monde
- 1984 : Album C'est de L'amour
- 1985 : Chanson L'amour par correspondance en duo avec Nicole Croisille
- 1988 : Album Urgence d'amour
- 1990 : Chanson Comme un homme de la comédie musicale  Les Misérables
- 1994 : Album du spectacle Starmania Mogador
- 2000 : Album anglais I'm On My Way
- 2001 : Album du spectacle Notre-Dame de Paris Mogador
- 2005 : Album du spectacle Notre-Dame de Paris Live à Seoul

## Réalisateur
- Album Bonsoir Edith pour Claudette Dion 1985
- Album Serge Laprade 1988
- Certaines parties de l'album A Paris pour Michèle Richard
- Et pour plusieurs autres artistes canadiens français et belges